# Любляна (станція)
Люблянський залізничний вокзал (словен. Železniška postaja Ljubljana) — головна залізнична станція в столиці Словенії місті Любляна, залізничний вузол, що пов'язує австрійську і словенську Штирію, Верхню Крайну, Нижню Крайну та Словенське Примор'я. 
Його будівництво завершилося 18 квітня 1848 року, за рік до того, як Любляни досягла Південна австрійська залізниця, що з'єднала Відень і Трієст. 1980 року архітектор Марко Мушич реставрував будівлю вокзалу.
На цьому залізничному вокзалі провів ніч Джеймс Джойс на своєму шляху до Трієста в жовтні 1904 року, оскільки він помилково подумав, що прибув до місця призначення. На його честь на першій платформі в 2003 році встановлено невеликий пам'ятник, створений словенським скульптором боснійського походження Яковом Брдаром.
Неподалік міститься Словенський залізничний музей.

## Сполучення
У Любляні до основної залізничної лінії з Відня до Трієста прилучаються вітка з Тарвізіо та ще одна — з Карловаця. У внутрішньому сполученні з вокзалу можна дістатися до Марибора, Єсениць, Копера, Нового Места, Целя, Добови, Зиданого Мосту. У міжнародному сполученні з вокзалу можна дістатися до Загреба (EN 499 Lisinski, EC 213 Mimara), Відня (ЄС 150), Белграда (EN 415), Будапешта (D 247, IC 1247), Мюнхена (EN 498 Lisinski), Цюриха (EN 414 Alpine Pearls), Філлаха (D 210 Sava) і Рієки (EN 481 Opatija). Крім того, вокзал обслуговують різні автобусні лінії (наприклад, FlixBus, Bus Croatia).
Із Люблянського вокзалу курсують нові «Дезіро» і високошвидкісний «Пендоліно», ходять і старіші поїзди (у східному напрямку). 

## Галерея

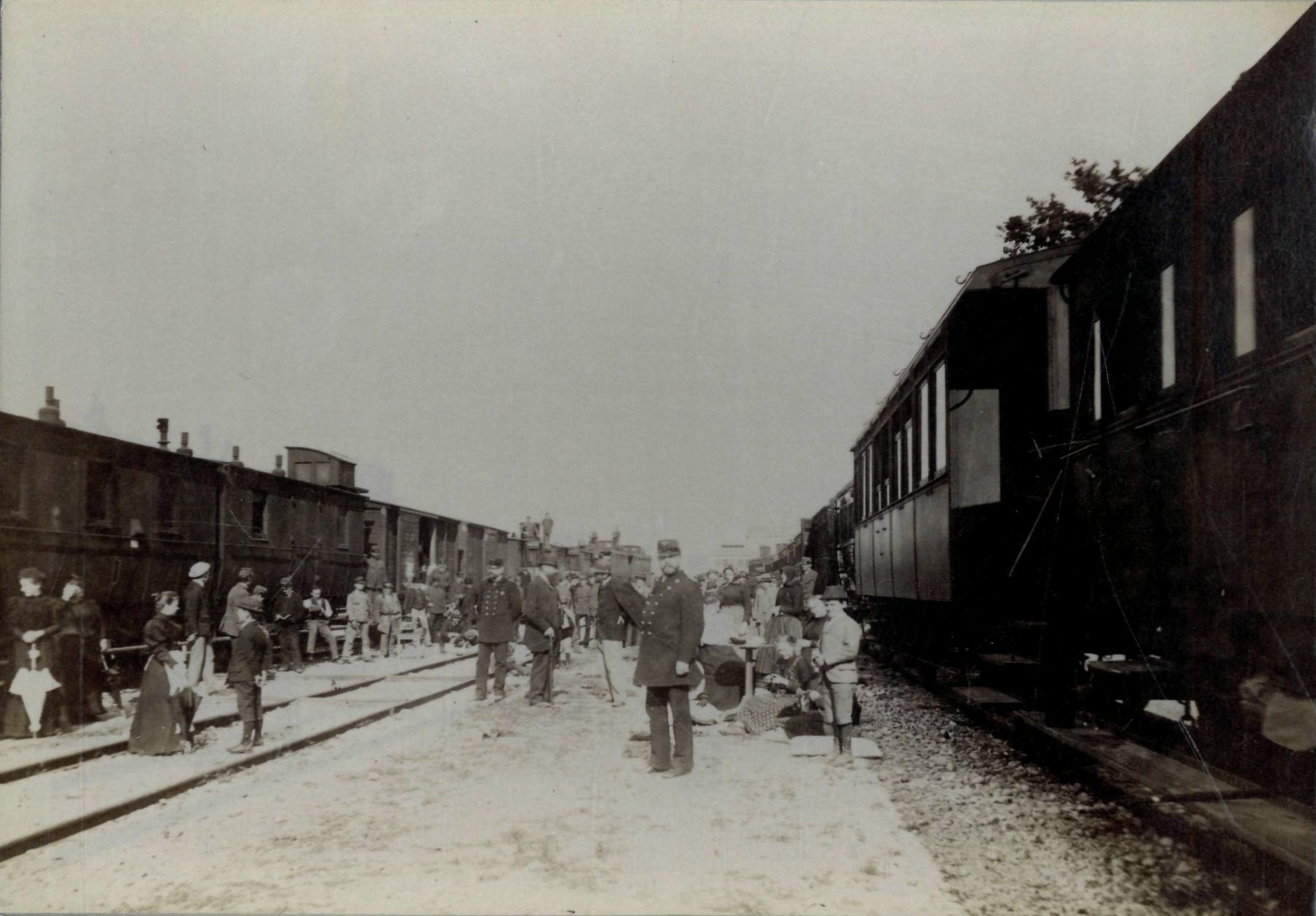
Станція в 1895 р.
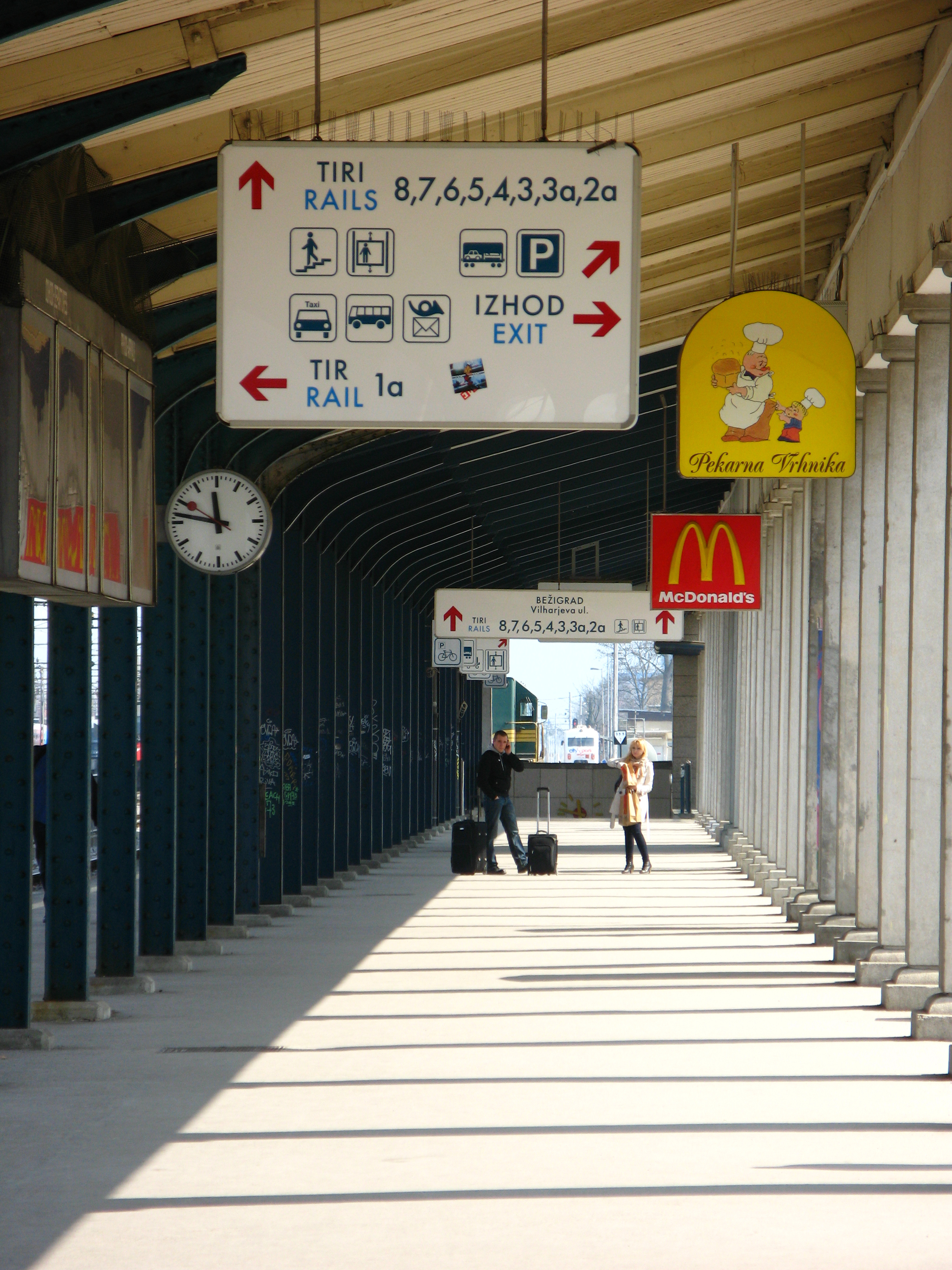
Коридор
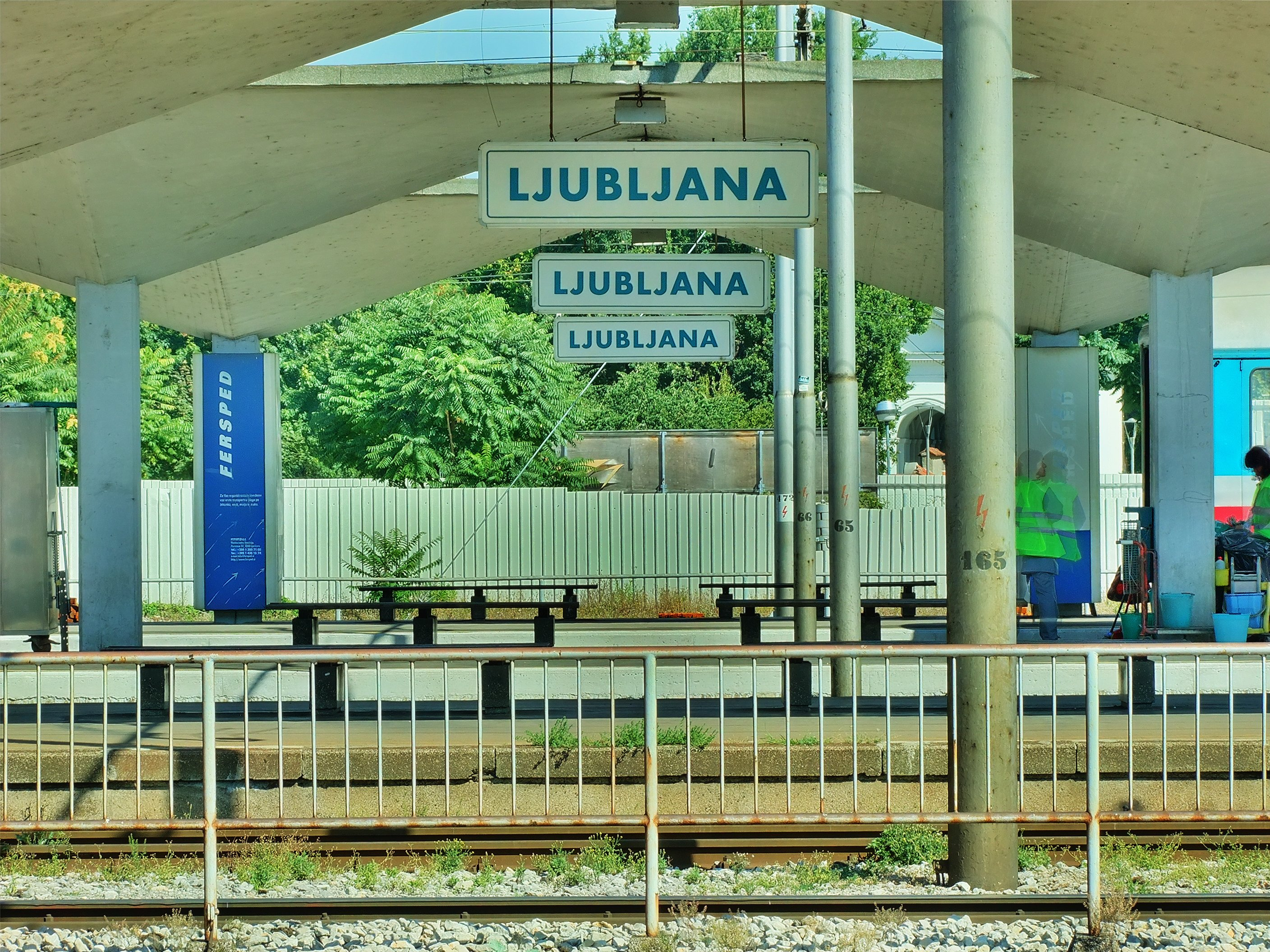
Платформи
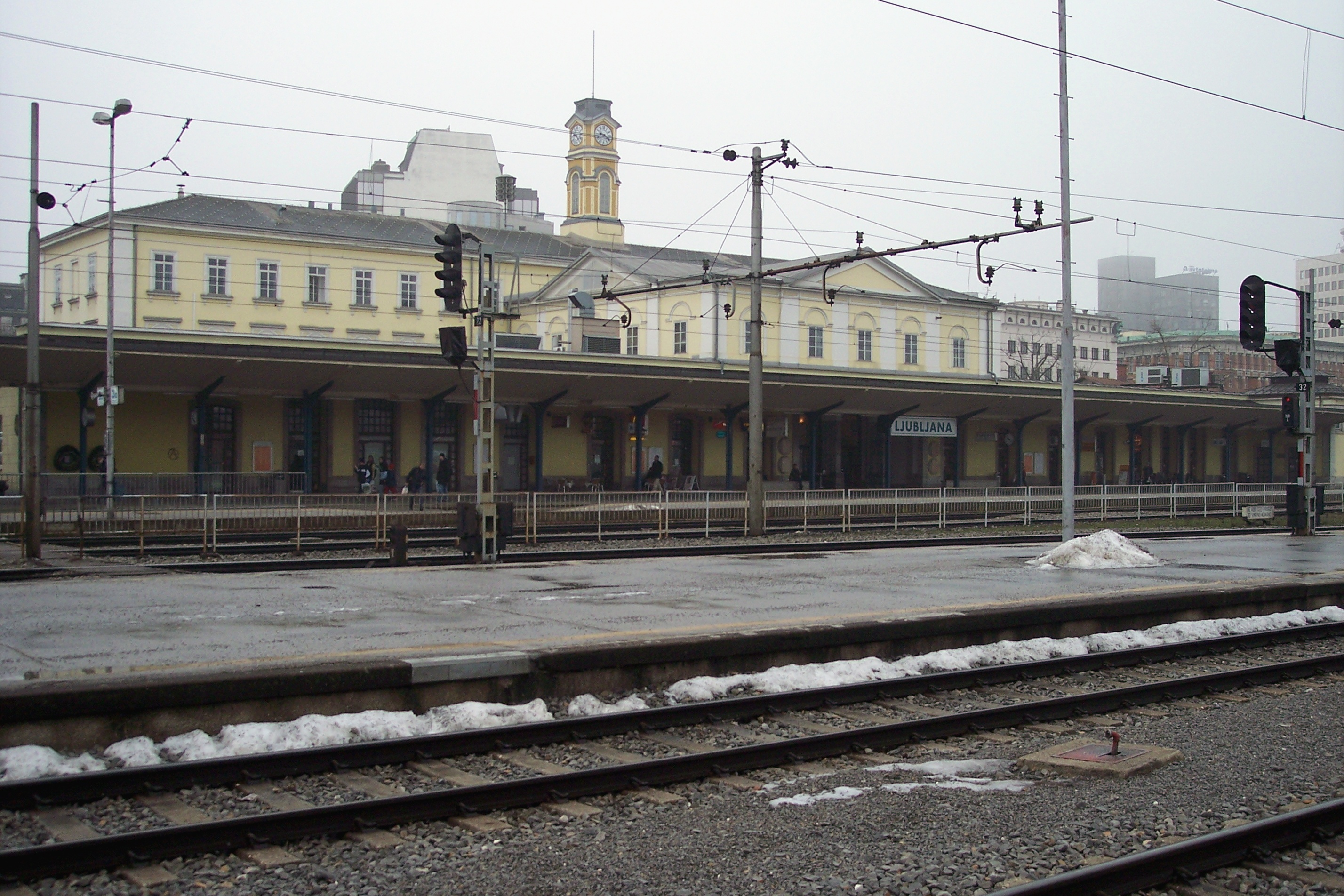
Колії та головна будівля
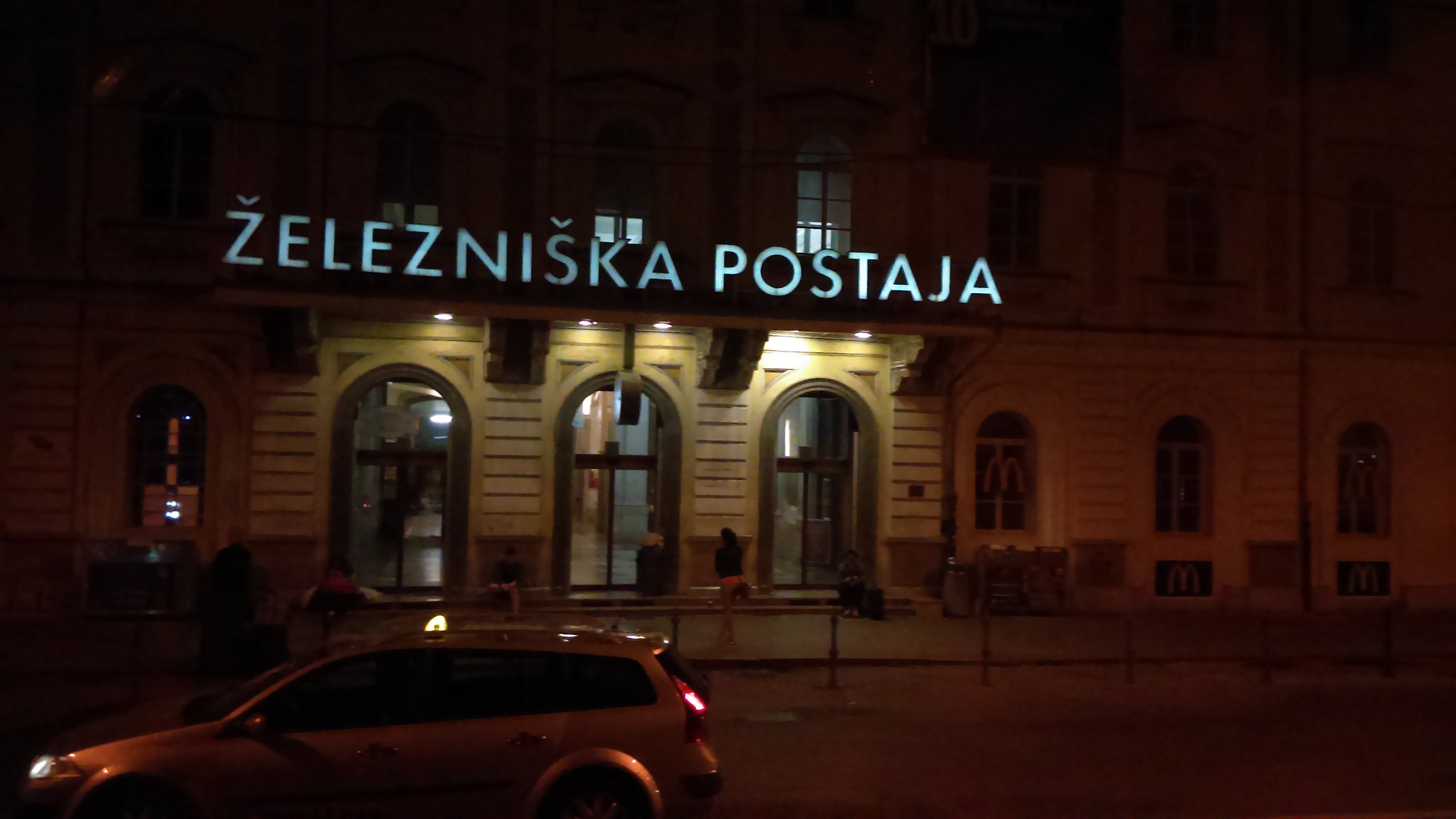
Вигляд уночі